# Les Larmes du diable
 (février 2024).
Si vous disposez d'ouvrages ou d'articles de référence ou si vous connaissez des sites web de qualité traitant du thème abordé ici, merci de compléter l'article en donnant les références utiles à sa vérifiabilité et en les liant à la section « Notes et références ».
Les Larmes du diable (titre original : Dark Fire) est un roman policier historique de l’écrivain britannique C. J. Sansom publié en 2004. Il est le second roman de la série des aventures de Matthew Shardlake, avocat londonien bossu, dans lequel il rencontre Barak qui deviendra son associé dans les romans suivants.

## Résumé
L’action se situe en Angleterre au XVIe siècle.

L’année 1540 connait l’un des étés les plus chauds du siècle. Matthew Shardlake, a repris son travail d’avocat et espère que Thomas Cromwell, ministre du roi Henri VIII, qui lui avait confié une mission dans le roman précédent Dissolution ne pense plus à lui, mais son implication dans la défense d’une jeune fille accusée du meurtre de son jeune cousin le remet en contact avec le pouvoir et Thomas Cromwell le charge d’une nouvelle mission : retrouver le secret du feu grégeois une substance légendaire qui permettait aux Byzantins de détruire par le feu les navires ennemis à distance.

La formule de sa fabrication et un tonneau en contenant encore auraient été retrouvés dans un ancien monastère près de Londres. Les différentes factions de la cour font tout pour se les approprier.

Mais tous ceux qui ont été en contact avec la formule ou avec le produit sont assassinés... 

Tout en poursuivant sa défense de la jeune fille, Matthiew Shadlake découvre petit à petit que rien n’est réellement comme il semble l’être.